# Ильген, Теодор
Теодор Ильген (нем. Theodor Ilgen; 29 октября 1854, Броттероде, Тюрингия — 19 сентября 1924, Мильтенберг, Бавария) — немецкий историк и архивариус. С 1900 по 1921 год возглавлял Государственный архив Дюссельдорфа.

## Биография
Ильген изучал историю в Лейпциге, Берлине и Марбурге. В 1879 году он, будучи учеником Конрада Фаррентраппа получил докторскую степень в Марбургском университете. С 1880 года работал в Государственном архиве Марбурга, а в 1882 году перешёл в Государственный архив Дюссельдорфа.  С 1885 по 1900 год Ильген работал в Мюнстерском государственном архиве. В марте 1896 года он стал одним из членов-основателей Исторической комиссии Вестфалии, а с 1897 по 1898 год он также был членом комитета комиссии. В октябре 1900 года он вернулся в Дюссельдорф, чтобы взять на себя управление государственным архивом города. Вышел в отставку в 1921 году.

## Научная деятельность
Ильген опубликовал немецкие переводы книги Энея Сильвия об императоре Священной Римской империи Фридрихе III и работы Йозефа Грюнпека (Josef Grünpeck) о Фридрихе III и Максимилиане I.
Ильген внёс значительный вклад в историческую науку, будучи редактором журнала «Хроники Вестфалии и городов Нижнего Рейна» (Die Chroniken der Westfälischen und Niederrheinischen Städte) (3 тома, 1887–95) и являясь автором нескольких биографий во «Всеобщей немецкой биографии» (Allgemeine Deutsche Biographie).

## Публикации (выборка)
- Corrado marchese di Monferrato, Casale: Cassone 1890 (Teilw. zugl.: Marburg, Phil. Diss., 1880). (нем.)
- Zur Herforder Stadt- und Gerichtsverfassung, Münster: Regensberg 1891. (нем.)
- Zum Buchhandel im Mittelalter. In: Zentralblatt für Bibliothekswesen, Bd. 9 (1892), S. 262–264 (online). (нем.)
- Die Westfälischen Siegel des Mittelalters, Verein für Geschichte und Altertumskunde Westfalens, Münster 1894–1900, Digitalisat (нем.)
- Sphragistik, Heraldik deutsche Münzgeschichte (with Erich Gritzner, 1906). (нем.)
- Zusammen mit Richard Knipping: Die neuen Dienstgebäude der Staatsarchive zu Coblenz und Düsseldorf, Leipzig: Hirzel 1907 (= Mitteilungen der Preußischen Archivverwaltung, 9). (нем.)
- Die wiederaufgefundenen Registerbücher der Grafen und Herzöge von Cleve-Mark, Leipzig: Hirzel 1909 (= Mitteilungen der Preußischen Archivverwaltung, 14). (нем.)
- zusammen mit Erich Gritzner und Rudolf Kötzschke: Sphragistik, Leipzig [u. a.]: Teubner, 1913 (= Grundriss der Geschichtswissenschaft. Band 1, Historische Hilfswissenschaften und Propädeutik, 2). (нем.)
- Zur Entstehungs- und Entwickelungsgeschichte der Wappen. In: Korrespondenzblatt des Gesamtvereins der Deutschen Geschichts- und Alterthumsvereine, Bd. 69 (1921), 9/10, S. 185–207, 227–248. (нем.)

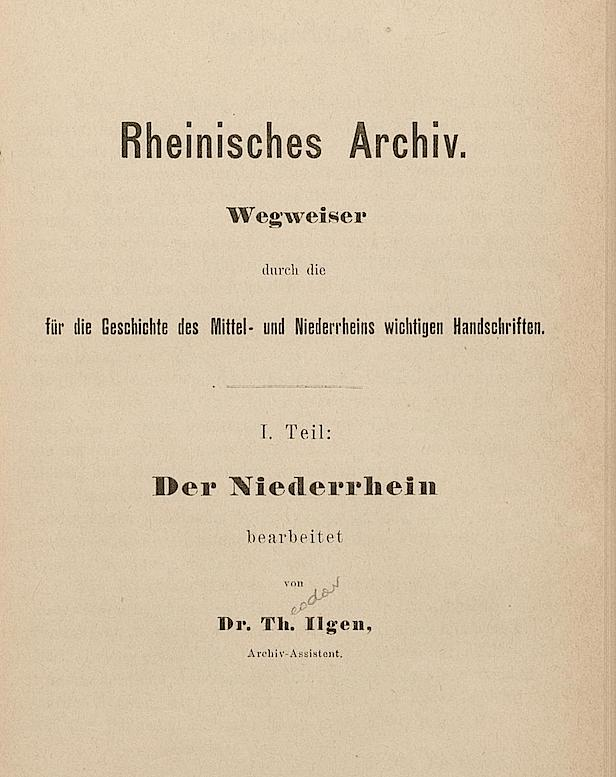
1885
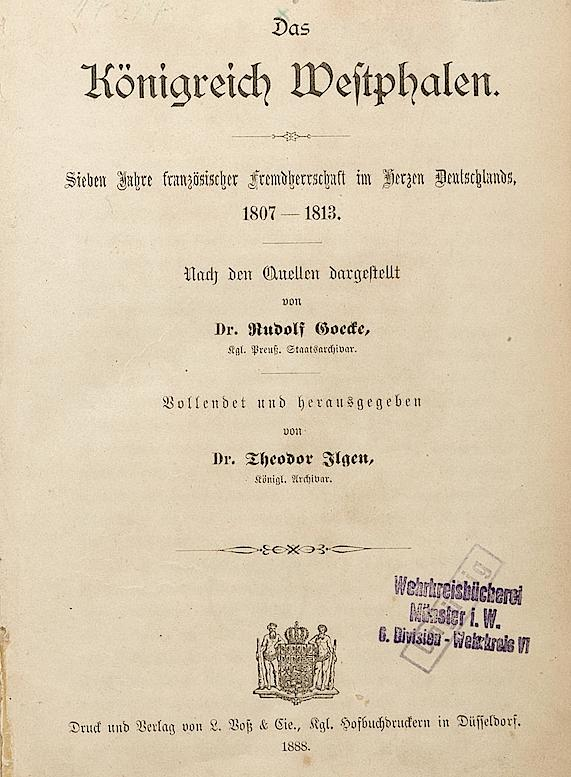
1888
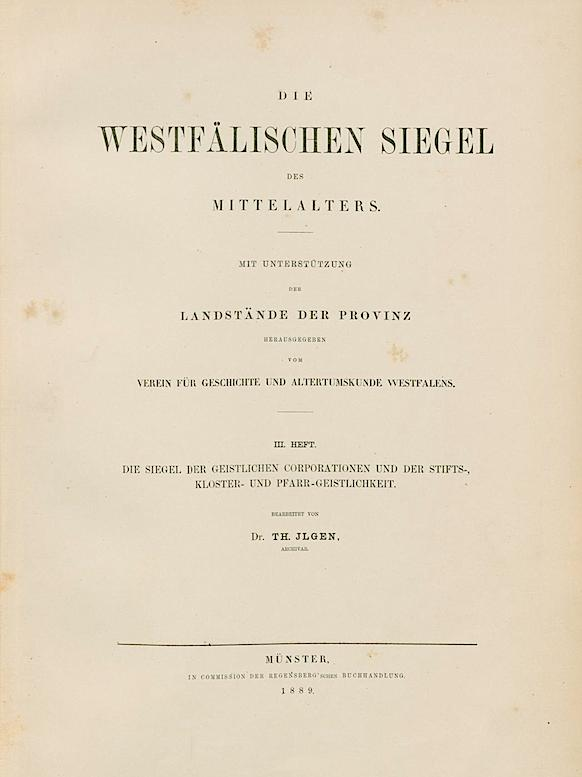
1889
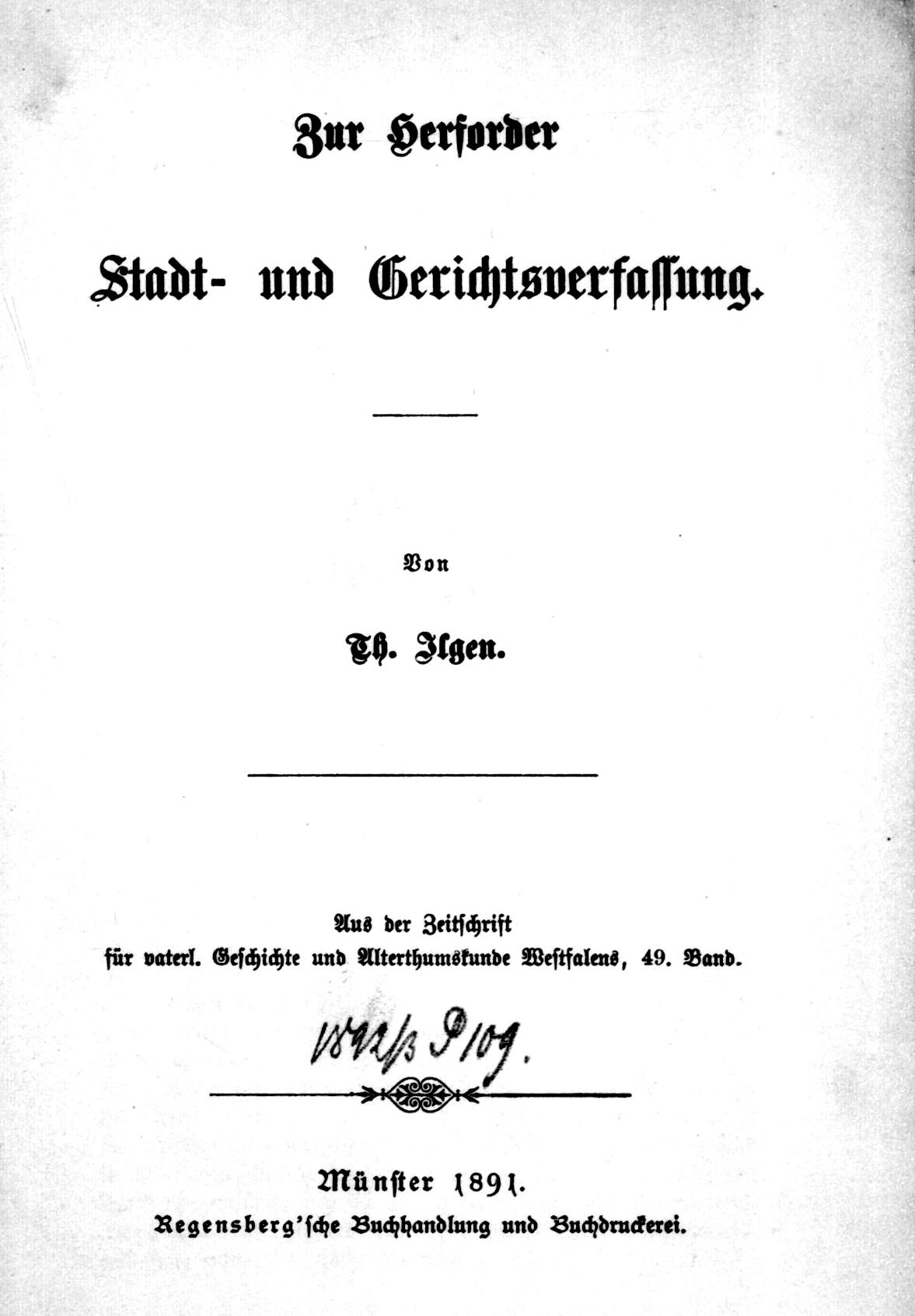
1891
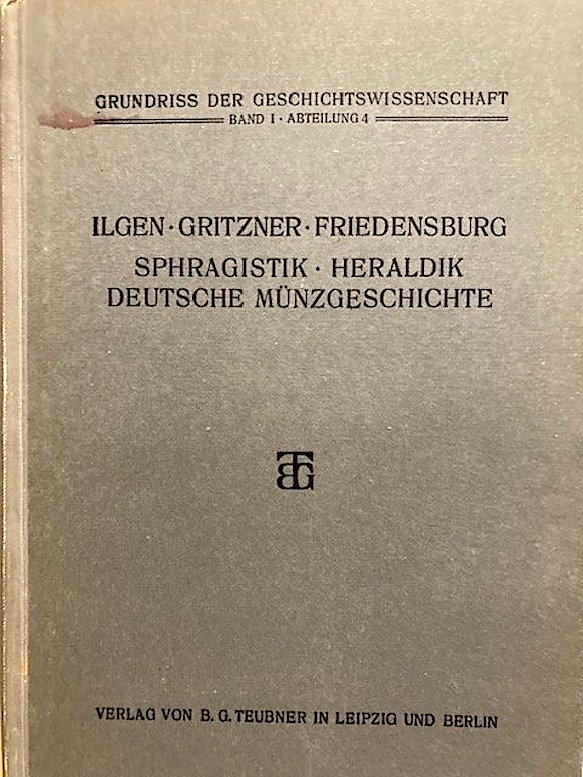
1912